# David Stone Martin
David Stone Martin (Chicago, 13 giugno 1913 – New London, 1º marzo 1992) è stato un artista statunitense, noto per le sue illustrazioni delle copertine di album jazz.

## Biografia
David Stone Martin nacque il 13 giugno 1913 a Chicago, dove frequentò i corsi serali presso la locale School of the Art Institute of Chicago. Fu fortemente influenzato dalla linea artistica di Ben Shahn. All'anno 1950 Martin aveva già prodotto oltre cento copertine per gli album dei dischi delle etichette Mercury, Asch, Disc e Dial. Molti incarichi gli erano stati assegnati da un suo amico di vecchia data, il produttore discografico Norman Granz.
Operando nel corso della sua carriera per svariate case discografici, Martin realizzò complessivamente illustrazioni per oltre quattrocento album musicali. Molti di queste erano costituite semplicemente da line art combinata con un solo colore. Lo strumento preferito di Martin era una penna crowquill, che gli consentiva di tratteggiare le linee più delicate. William Golden, direttore artistico della CBS-TV, assegnò a Martin numerosi incarichi pubblicitari durante gli anni cinquanta, così che Martin ampliò di conseguenza la propria attività realizzando illustrazioni per Seventeen, The Saturday Evening Post e altri cosiddetti slick magazine degli anni cinquanta e sessanta. Il suo studio si trovava a Roosevelt, nel New Jersey, nei pressi della sua abitazione.
Le opere di Martin sono esposte nel Museum of Modern Art, nel Metropolitan Museum of Art, nell'Art Institute of Chicago e nella Smithsonian Institution.
Martin era il marito del muralista Thelma Martin, che dipinse il murale dell'ufficio postale per la struttura di Sweetwater, nel Tennessee. Era inoltre il padre dell'artista grafico Stefan Martin (nato nel 1936) e del pittore Tony Martin. Morì il 1º marzo 1992 a New London, nel Connecticut, dove aveva vissuto durante tutto l'arco della sua vecchiaia.
Dedicatosi all'insegnamento anche tramite pubblicazione di manuali di disegno.

## Alcune copertine di album jazz
- All or Nothing at All (Billie Holiday, Verve)
- The Astaire Story (Fred Astaire, Clef)
- Billie Holiday Sings (Billie Holiday, Clef)
- Bird & Diz (Charlie Parker e Dizzy Gillespie, Clef)
- Buddy and Sweets (Harry "Sweets" Edison e Buddy Rich, Norgran)
- An Evening with Billie Holiday (Billie Holiday, Clef)
- Jazz Giant (Bud Powell, Norgran)
- Lester Young Trio (Lester Young, Mercury)
- Lester Young with the Oscar Peterson Trio (Lester Young e Oscar Peterson Trio, Norgran)
- Love Is a Gentle Thing (Harry Belafonte, RCA)
- Oscar Peterson Plays Duke Ellington (Oscar Peterson, Clef)
- Oscar Peterson Plays Porgy & Bess (Oscar Peterson, Verve)
- Piano Interpretations by Bud Powell (Bud Powell, Norgran)
- Jazz Giant. Piano Solos (Bud Powell, Clef)
- Jazz Giant. Piano Solos #2 (Bud Powell, Clef)
- Sing and Swing with Buddy Rich (Buddy Rich, Norgran)
- Struggle (Woody Guthrie, Smithsonian Folkways)
- Swinging Brass with the Oscar Peterson Trio (Oscar Peterson Trio, Verve)
- The Tal Farlow Album (Tal Farlow, Norgran)
- These Are the Blues (Ella Fitzgerald, Verve)
- Toshiko's Piano (Toshiko Akiyoshi, Norgran)
- Urbanity (Hank Jones, Clef)